# Sam Matlock
Sam James Matlock (nacido el 16 de marzo de 1993) es un guitarrista y cantante británico. Formó la banda de rock Dead! en 2012 y entró en la lista de álbumes de rock y metal del Reino Unido con su tema The Golden Age of Not Even Trying en 2018. Tras su separación, reclutó al músico Milkie Way para su propia banda Wargasm, que se lanzó en agosto de 2019 y entró en la lista de álbumes del Reino Unido en 2023 con Venom.
También coescribió la canción "Doomsday Blue" de Bambie Thug y tocó en directo con Jamie Lenman. En noviembre de 2021, atrajo la atención de la prensa tras ser agredido en la Scala por guardias de seguridad, quienes posteriormente fueron despedidos.

## Carrera musical
Sam James Matlock nació el 16 de marzo de 1993 y es hijo de un publicista musical y Glen Matlock, bajista de los Sex Pistols, quienes en mayo de 2022 fueron descritos por Matt Mills de Metal Hammer como «una de las bandas más infames del rock». Él y su hermano Louis asistieron a la Ryde School y a la Universidad Southampton Solent. Se inició en la guitarra a través de Nirvana y formó Dead! con Louis, Sam Chappell y Alex Mountford mientras estaba en la universidad; la banda firmó con Infectious Records en mayo de 2016 y se mudó a Londres al año siguiente. Lanzaron el único álbum The Golden Age of Not Even Trying en 2018, que alcanzó el puesto número 11 en la lista de álbumes de rock y metal del Reino Unido, antes de anunciar su separación tras un concierto en octubre de 2018.
Inmediatamente después de la disolución de Dead!, Matlock contactó directamente con la fotógrafa de la banda, Milkie Way. En ese momento, trabajaba en un bar y buscaba formar un proyecto con aires riot grrrl y voces femeninas; esto se convirtió en Wargasm, que se lanzó en agosto de 2019. Comenzaron a producir pop punk, pero pronto se decantaron por el nu metal. Durante el confinamiento por la COVID-19, ambos se mudaron a casa de los padres de Way. La pareja lanzó el mixtape Explicit: The Mixxxtape (2022) y el álbum Venom (2023), que se ubicaron respectivamente en el puesto número 19 en la lista de álbumes de rock y metal del Reino Unido y en el puesto número 88 en la lista de álbumes del Reino Unido. Una canción de Venom, "Bang Ya Head", fue escrita sobre las experiencias de Matlock trabajando detrás de un bar.

## Vida personal
Dos días después de actuar en el Scala, en su noche de club Face Down el 5 de noviembre de 2021, Matlock subió a redes sociales una foto de grandes marcas rojas que tenía en la espalda y los brazos. En su publicación, alegó que tres guardias de seguridad habían agredido verbalmente a la mánager de gira de Wargasm y que, al ser desafiados, habían respondido arrastrándolo a un baño, golpeándole la cabeza contra el asiento y sujetándola en la taza. También declaró que solo escapó tras la intervención de otro miembro de su grupo de gira, que habían estado intentando contactar con el local durante el fin de semana para tratar el asunto y que la continuidad de los guardias de seguridad implicaba que no consideraban el club un lugar seguro, especialmente para las mujeres. La Autoridad de la Industria de Seguridad confirmó haber recibido una denuncia. Tras investigar, el Scala despidió a dos de los guardias de seguridad implicados, y Wargasm publicó posteriormente en redes sociales que el tercero también había sido despedido.  Una semana y media después del incidente, el local implementó una serie de medidas de seguridad para sus siguientes actuaciones.

## Discografía
con Dead!
- Tu Me Manques  (EP, 2013)
- The Golden Age of Not Even Trying (2018)

con Wargasm
- Explicit: The Mixxxtape (2022)
- Venom (2023)